# Agra (Uttar Pradesh, Indija)
Agra je grad s 1 400 000 (popis iz 2000. god.) stanovnika na rijeci Yamuni;  upravno, gospodarsko i prometno središte savezne države Uttar Pradesh, oko 175 km jugoistočno od New Delhija, Indija.
Gradska suvremena industrijska zona sjeverno od grada (kovinska, staklarska, tekstilna industrija i dr.). Ističe se proizvodnja obuće, tkanina (poznate zlatom i srebrom vezene tkanine) i sagova. 
Sveučilište u Agri je osnovano 1927. god. 
Agra je osnovana kao prijestolnica velikih mogula u 16. i 17. st. Mnogi arhitektonski spomenici nalaze se u Agri od kojih se ističu: mauzolej Tadž Mahal, Biserna džamija, palača Jahangiri Mahal, džamija Jami' Masjid i dr. Na sjeverozapadu grada, u Sikandri, nalazi se i mauzolej velikog mogula Akbara.

## Vanjske poveznice
- Službena stranica Agre (NIC).
- Agra - Turistički vodič i video.
- Agra Vodič.
- Agra Turizam.  Arhivirana inačica izvorne stranice od 4. studenoga 2007. (Wayback Machine)
- Agra na Wikimapia.
- Sve o Agri.[neaktivna poveznica]
- Agra  Arhivirana inačica izvorne stranice od 3. prosinca 2007. (Wayback Machine) - vodič kroz grad.